# Marilyn Agliotti
Marilyn Agliotti (ur. 23 czerwca 1979 w Boksburgu) – holenderska hokeistka na trawie południowoafrykańskiego pochodzenia. Złota medalistka olimpijska z Pekinu.
Występuje w ataku. Z reprezentacją RPA brała udział m.in. w IO 00 (10 miejsce) oraz mistrzostwach świata w 1998. Od 2003 mieszka w Holandii, w 2006 uzyskała obywatelstwo tego kraju. W reprezentacji Holandii debiutowała w 2007. Oprócz złota igrzysk olimpijskich ma w dorobku złoto (2009) oraz srebro (2007) mistrzostw Europy i brąz Champions Trophy (2008). W reprezentacji RPA zagrała 75 razy. W Holandii grała w HC Rotterdam, Oranje Zwart i SCHC.